# Walentin Sadiki
Walentin Sadiki (russisch Валентин Садики, wissenschaftliche Transliteration Valentin Sadiki; * 6. Mai 1999 in Lausanne, im Kanton Waadt, Schweiz) ist ein russischer Theater- und Filmschauspieler.

## Leben
Sadiki wurde am 6. Mai 1999 in Lausanne in der Schweiz geboren. Bereits als Teenager sammelte er erste Erfahrungen als Theaterschauspieler ab 2006 in Stücken in Theatern des Moskauer Kunsttheaters oder auch des Musical der Stage Entertainment Company. 2011 und 2012 fungierte er als Co-Moderator beim Junior Eurovision Song Contest für die russische Delegation. Er schrieb außerdem das Buch Gothic: In der Macht der Angst. Als Filmschauspieler war er unter anderen 2015 im Horrorfilm Der Fluch der Hexe – Queen of Spades in der Rolle des Matvey zu sehen.

## Filmografie (Auswahl)
- 2013: I Give You My Word (Частное пионерское/Chastnoe pionerskoe)
- 2014: Papa naprokat (Папа напрокат, Mini-Serie, 4 Episoden)
- 2015: The Teacher (Училка/Uchilka)
- 2015: Der Fluch der Hexe – Queen of Spades (Пиковая дама: Чёрный обряд/Pikovaya dama. Chyornyy obryad)
- 2017: Chastnoe pionerskoe 3 (Частное пионерское 3)
- 2018: The Last Trial (Последнее испытание/Poslednee ispytanie)

## Theater (Auswahl)
- 2006–2008: Wald (Лес, Regie: K. Serebrennikov, Moskauer Kunsttheater)
- 2009–2010: The World of Amazing Friends (Мир удивительных друзей, Regie: L. Kostyuk, Circus on Vernadsky)
- 2009–2010: Toothy Nanny (Зубастая няня, Regie: L. Arifulina, Musical, Stage Entertainment Company)
- 2009–2010: Fantasie zum Thema Dunayevsky (Фантазии на тему Дунаевского, Regie: A. Fedorov, Musical)
- 2010–2011: Ehe (Женитьба, Regie: I. Zolotovitsky, Tschechow Moskauer Kunsttheater)
- 2010–2011: Zorro (Зорро, Regie: K. Renshaw, Musical, Stage Entertainment Company)
- 2011–2012: The Sound of Music (Звуки Музыки, Regie: E. Pisarev, Musical, Stage Entertainment Company)
- 2011–2012: Oliver (Оливер, Regie:. A. Fedorov, Musical, Stage Entertainment Company)
- 2012–2014: Moskauer Geschichte 1215 (Московская история 1215, Regie: A. Fedorov, Musical, Stage Entertainment Company)
- 2013–2015: Die Schneekönigin (Снежная Королева, Regie: A. Fedorov, Musical, Stage Entertainment Company)
- 2013–2015: Tom Sawyer (Том Сойер, Regie: A. Fedorov, Musical, Stage Entertainment Company)
- 2015–2016: Traum vom Regen (Сон о дожде, Regie: A. Fedorov)
- 2015–2016: Pippi Langstrumpf (Пеппи длинный чулок, Regie: A. Fedorov)
- 2019: Mad Money (Бешеные деньги, Regie: V. Baicher)
- 2020: A Doll’s House (Кукольный дом, Regie: S. Gurzhieva)
- 2022: Das Wunder des heiligen Antonius (Чудо святого Антония, Regie: M. Melamedov)